# Ԉ
Ԉ, ԉ или Коми Ль е буква от Молодцовската азбука, която е модификация на кирилицата. Използвана е през 1920-те години на 20 век в коми езика. Буквата представлява модификация на кирилското Л като към него е добавено допълнително ченгелче, обозначаващо палатализация. Обозначава небната странична приблизителна съгласна /ʎ/ [ль].